# Idiodes gracilipes
Idiodes gracilipes är en fjärilsart som beskrevs av Claude Herbulot 1954. Idiodes gracilipes ingår i släktet Idiodes och familjen mätare. Inga underarter finns listade i Catalogue of Life.